# Henri Weber
Henri Weber (23 de juny de 1944, Khujand, Unió Soviètica - 26 d'abril de 2020, Avinyó, França) fou un polític francès i membre del Parlament Europeu per al nord-oest de França. Fou membre del Partit Socialista que forma part del Partit dels Socialistes Europeus, i formà part de la Comissió de Cultura i Educació del Parlament Europeu.

## Carrera
Nasqué a Leninabad (ara Khujand), Tadjikistan, Unió Soviètica, de pares jueus. El seu pare era rellotger. Henri Weber fou activista en l'aixecament de maig de 1968 i fou membre destacat del trotskista Jeunesse communiste révolutionnaire i de la Lliga Comunista Revolucionària abans d'unir-se al Partit Socialista. També fou un substitut de la Comissió d'Afers Econòmics i Monetaris, un membre de la delegació a la Comissió de Cooperació Parlamentària de la Unió Europea i Rússia, i un substitut de la delegació per a les relacions amb el Japó.
Va morir als 75 anys d'edat després de contagiar-se de COVID-19 durant la Pandèmia del 2020 a França.